# William Tarn
William Tarn (ur. 26 lutego 1869 (według innych informacji w 1862), zm. 7 listopada 1957) – brytyjski historyk starożytności.
Zajmował się głównie historią i kulturą okresu hellenistycznego. Do ważniejszych jego prac należą Antigonos Gonatas (1913), Cywilizacja hellenistyczna (1927, wyd. pol. 1957), The Greeks in Bactria and India (1938), Alexander the Great (t. 1-2, 1948).